# Tegid Foel
Tegid Foel („Tegid der Kahle“) ist der Name einer keltischen Gottheit und Sagengestalt aus der Walisischen Mythologie.

## Mythologie

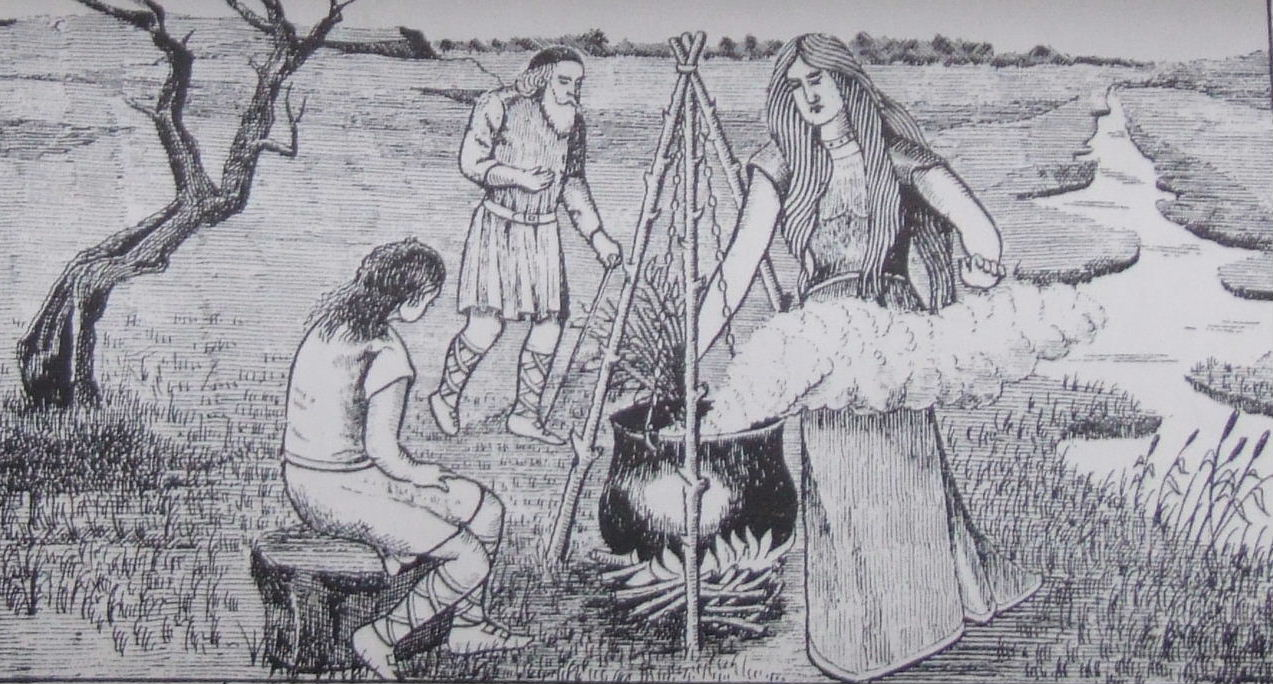
Gwion Bach, Morda und Ceridwen

Tegid Foel ist in der Erzählung Hanes Taliesin („Die Geschichte Taliesins“) der Gatte der Hexe Ceridwen sowie der Vater des hässlichen Morfran und der wunderschönen Creirwy. Er ist die namensgebende Wassergottheit aus dem See Llyn Tegid (Bala Lake in Penllyn, Gwynedd, Cantref Powys), in dem er mit Ceridwen wohnt. Auch in Culhwch ac Olwen („Die Geschichte von Kulhwch und Olwen“), in Breuddwyd Rhonabwy („Rhonabwys Traum“) und in den Trioedd Ynys Prydein („Die Triaden der Insel Britannien“) wird er erwähnt.
In walisischen Genealogien (z. B. Vitae Sanctorum Britanniae et Genealogiae) werden auch noch zwei weitere Töchter namens Degfed („das Zehntel“) und Dwywai genannt.

## Weblink
- John und Caitlin Matthews: Taliesin: the last Celtic shaman. Inner Traditions/Bear & Company, 2002, ISBN 0-89281-869-7, S. 25.